# Clyde Walcott

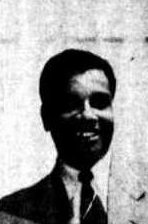
Clyde Walcott (1951)

Sir Clyde Leopold Walcott (* 17. Januar 1926 in New Orleans, St Michael, Barbados; † 26. August 2006 in Bridgetown Barbados) war ein westindischer Cricketspieler.

## Karriere
Sein Testdebüt feierte Clyde Walcott im Januar 1948 gegen England in Bridgetown, Barbados. Walcott bestritt während seiner Karriere 44 Testmatches für das Team der West Indies, bei denen er insgesamt 3.798 Runs (56.68 Runs pro Wicket) erzielte. Damit ist er einer von nur sieben westindischen Cricketer, die in ihrer Testkarriere einen Durchschnitt von mehr als 50 Runs pro Wicket erzielten. Außerdem war er der erste Spieler überhaupt, der in einer Testserie fünf Centuries (mindestens 100 Runs) erzielen konnte. Diese Leistung gelang ihm 1955 gegen Australien. Seine internationale Karriere beendete er nach einem Test gegen England im März 1960 in Port of Spain, Trinidad und Tobago.

## Sonstiges
Nach seiner aktiven Karriere blieb Clyde Walcott dem Cricket verbunden. Von 1988 bis 1993 war er Präsident des West Indies Cricket Board. 1993 wurde Clyde Walcott zum Vorsitzenden des ICC gewählt. Er war der erste nicht englische Vorsitzende des ICC. Clyde Walcott wurde 1994 für seine Verdienste um den Cricketsport zum Ritter geschlagen. Im Jahr 2009 wurde er in die ICC Hall of Fame aufgenommen.